# 下野新
下野新（しものしん）は、富山県富山市の町名である。

## 概要
富山市の中心部から比較的近い場所にあり、住宅地としての人気がある。

## 交通
- 西日本旅客鉄道・東海旅客鉄道高山本線の西富山駅から徒歩17分(1.3 km)